# أماليا دي يانو
أماليا دي يانو ودوترس (بالإسبانية: Amalia de Llano)‏ (برشلونة، 29 أبريل 1822 - مدريد، 6 يوليو 1874)، كانت شخصية بارزة في الحياة الثقافية بمدريد في القرن التاسع عشر. كما كانت أيضا، كونتيسه لفيلتشس وفيكونتيسه لسيربانتا، وذلك عن طريق الزواج.

## السيرة الذاتية

### طفولتها
هي ابنة رامون دى يانو وشافارّى ودى بيلار دوترس وجيبرت. ولدت أماليا عام 1822 ببرشلونا، وهي من عائلة ثرية تنتمى للطبقة البرجوازية التجارية. بعد وفاة ابيها تزوجت والدتها من فرانسيسكو فالكو وفالكارسل وقد أدى هذا الارتباط إلى انفتاح الأسرة على الحياة في الأوساط الأرستقراطية.

### زواجها
تزوجت أماليا في الثاني عشر من أكتوبر عام 1839 من جونزالو دى بيلتشس وبارجا (1808–1879). وقد أنجب هذا الثنائي طفلين:
- جونزالو دى بيلتشس ويانو (مدريد، 13 يونيو 1842 - مدريد، 2 فبراير 1918)، الذي تزوج عام 1879 من ماريا سان خوان.

و قد كان جونزالو فارساً لــ (الريال كويربو كوليخيادو) المنتميه لطبقة النبلاء بمدريد، كما كان قائداً في نظام كارلوس الثالث.ولم يكن لهذا الثنائي أبناء.
- بيلار دى بيلتشس ويانو

سَمَت الملكة ايزابيل الثانية بزوجها جونزالو في الثامن من ديسمبر عام 1848، رافعه له مرتبة الشرف إلى الكوند دى بيلتشس، انتهائاً بلقب الفيكونت دى لا سيربانتا.

### الحياة الاجتماعية والأدبية
نظمت واشتركت الكونتيسه دى فيلتشس في أعمال مسرحية، كما اشتركت أيضا في اجتماعات أدبية يرتادها الكثير من مثقفين وفنانين ذاك العصر. وقد كانت أماليا مولعه بالأدب، كما انها اختبرت حظها ككاتبه. ونجد لأماليا روايتين هما (ليديا وبيرتا) وقد تم نشر الأخيره (بيرتا) في نفس عام وفاتها. ومن ضمن دائرة أصدقائها نجد الرسام فيديريكو دي مادرازو، الذي قام برسمها عام 1853. وقد دفعت في اللوحة 4000 ريال. وقد قامت أماليا بدعم ايزابيل الثانية دعم مطلق غير مشروط، كما انها كانت مواتيه جداً لفكرة استعادة بوربون.

### وفاتها
توفت في السادس من يوليو عام 1874 بمدريد، وقد أثّرت وفاتها في المجتمع المدريدي، كما عكست مقالات الصحف المهداه إليها في ذلك الوقت. وقد دفنت في مقبرة سان ايسيدرو دي مدريد، في قبو عائلة الماركيز دي ألموناسيد من أوتيروس. كما توفى زوجها جونزالو عام 1879، وتم دفنه في نفس المقبرة، لكن في قسم مختلف، كما انها الآن على وشك أن تهدم.